# کو ساوادا
کو ساوادا (ژاپنی: 澤田 恒؛ زادهٔ ۲۵ دسامبر ۱۹۹۱) یک بازیکن فوتبال اهل ژاپن است.
از باشگاه‌هایی که در آن بازی کرده‌است می‌توان به باشگاه فوتبال شونان بلمار اشاره کرد.